# Скитала
 Скитала (грец. σκυτάλη «палиця») — пристрій шифрування, який використовувався у Стародавній Спарті.

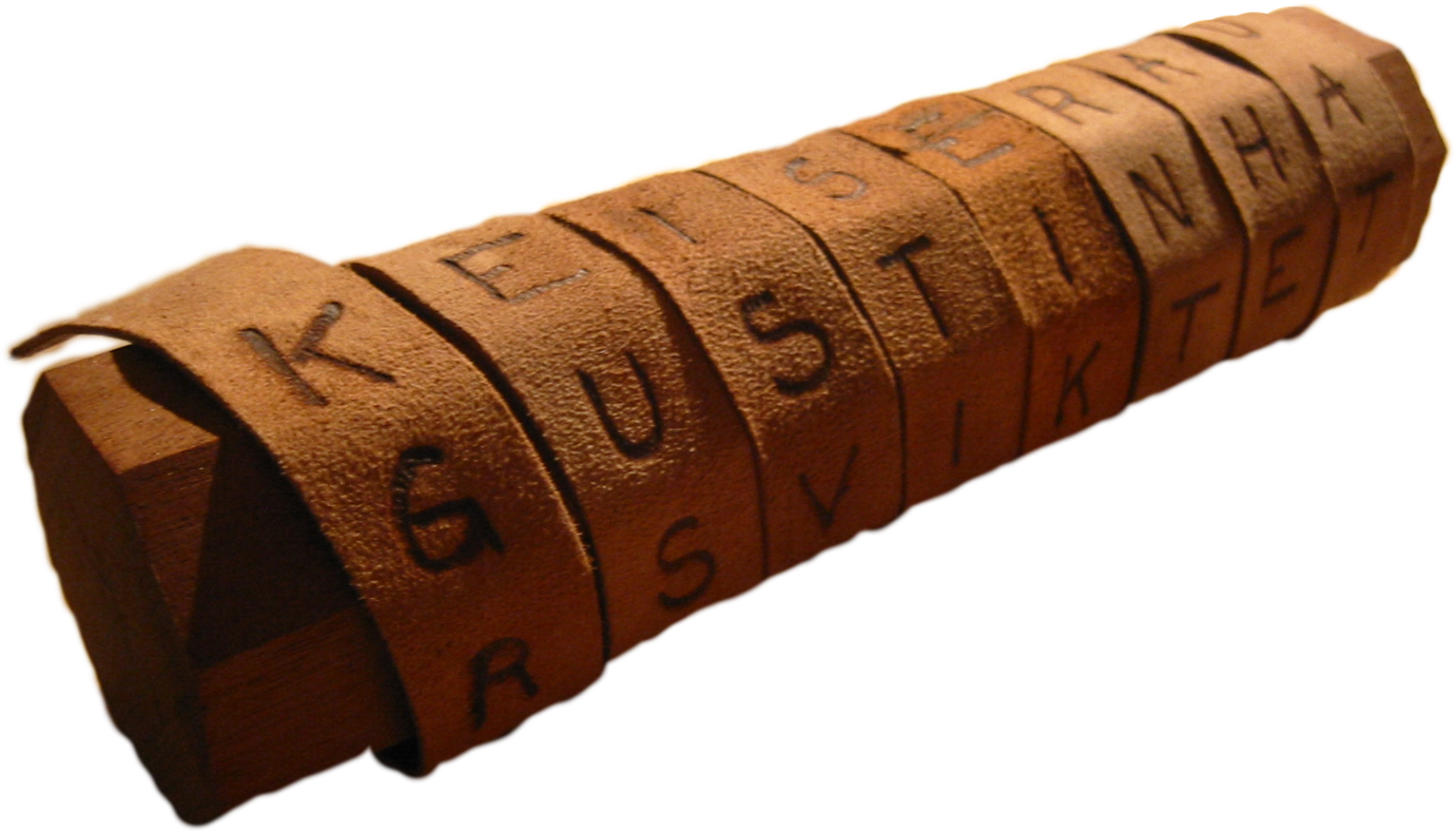
Реконструкція скітали.

Являла собою дерев'яний циліндр, на який намотувалась шкіряна стрічка. Перпендикулярно стрічці писалось повідомлення, потім стрічка розмотувалась і передавалась одержувачу.
Шифр Скитала — типовий представник перестановочних шифрів.
Ключем є діаметр циліндра.

## Приклад
| 1 | т | е | к | c | т |
| 2 | о | в | е | п | о |
| 3 | в | і | д | о | м |
| 4 | л | е | н | н | я |

Результат
```
товлевіекеднспонтомя
```